# Allan Thompson
Styrman Allan Thompson är en av skurkarna i Hergés serier om Tintin. Allan Thompson skapades 1940 till Tintin-äventyret Krabban med guldklorna, där han är kapten Haddocks styrman. Eftersom hans kapten är alkoholiserad är det mest styrman som för befäl på båten, och bakom ryggen på sin kapten smugglar han opium. Äventyret slutar dock med att Allan blir infångad av Tintin, då han försöker fly i en motorbåt.
När Hergé på 1940- och 1950-talen tecknade om några av de tidigare albumen som gick som följetong i Le Petit Vingtième, petade han in Allan Thompson i äventyret Faraos cigarrer.
Allan Thompson dyker senare upp i äventyren Koks i lasten och Plan 714 till Sydney, där han fungerar som hantlangare till Tintins ärkefiende, Roberto Rastapopoulos.
Styrman Thompson observerades senast då han klättrade upp på stegen till ett förmodat utomjordiskt rymdskepp, i slutscenerna av Plan 714 till Sydney.
Allan dyker även upp i 3D-filmatiseringen Tintins äventyr: Enhörningens hemlighet. Han medverkar dock inte i seriealbumet med samma namn.